# Désert de Pedirka
Le désert de Pedirka est un petit désert australien, situé à environ 100 kilomètres au nord-ouest d'Oodnadatta et 250 kilomètres au nord-est de Coober Pedy en Australie du Sud . Le mont Dare et le parc national de Witjira se trouvent au nord du désert.
Le désert est considéré comme étant petit et n'occupe que 1 250 kilomètres carrés.
Le désert de Pedirka appartient à la biorégion de Finke. Le sable est d'un rouge sombre et la végétation est composée de forêts denses de mulga. Les dunes du désert sont basses, érodées, largement espacées et positionnées parallèlement les unes aux autres.
Bien que la terre ne soit pas très attrayante pour les éleveurs, elle est progressivement mise en valeur.